# Ambia albomaculalis
Ambia albomaculalis là một loài bướm đêm trong họ Crambidae.